# Van Benthem & Jutting
Van Benthem & Jutting was een uitgeverij, boekhandel en kunstzaal in Middelburg van 1801 tot december 1997.. 

## Opzet als uitgeverij
Aanvankelijk was S. van Benthem de eigenaar van de uitgeverij. De oudste publicaties die in de catalogus van de Koninklijke Bibliotheek voorkomen zijn politieke brochures. De eerste daarvan in 1801 is een beschouwing van Pieter Pous over het uitroeien van de bedelarij in de Bataafse republiek. De tweede uit 1802 is anoniem, maar waarschijnlijk van dezelfde auteur, en handelt over Zeelands recht op een vierde van de handel op de Oost-Indische bezittingen van de Bataafse republiek. Verschillende brochures van Pous volgen de jaren daarna.
Van 1807 tot 1835 was Van Benthem uitgever van de (nieuwe) verhandelingen van het Koninklijk Zeeuwsch Genootschap der Wetenschappen. Een ongetwijfeld sappig boekje moet Het leven en sterven van Johannes Karel Ellemer, den 22 maart 1813 geguillotineerd te Middelburg zijn geweest dat werd geschreven door ene Hendrik van den Hespel. In 1835 worden wederom werken van Pieter Pous gedrukt, nu met Gedachten over den landbouw, en over hoe de landman in ons vaderland bij de lage prijzen der tarwe kan blijven bestaan.
Vanaf ca. 1826 werkte zijn 'neef' Christiaan H.J. Jutting bij hem, die vanaf 1829 de familienaam "Van Benthem Jutting" voerde (zijn stiefmoeder was een zus van Salomon). Vanaf 1 januari 1837 is Jutting als compagnon in de boekhandel opgenomen, en werd de firmanaam Van Benthem & Jutting gebruikt.
Naast boeken werden ook kaarten uitgegeven. In 1852 was er de eerste Kaart van het eiland Walcheren volgens de opmetingen van het kadaster. Kaarten van Walcheren werden later ook nog uitgegeven.
Een uitgave was later de zomerkrant het Domburgsch Badnieuws, een periodiek, dat gedurende de zomerperiode 13 keer uitkwam, gericht op de badgasten van Domburg.
Waarom in 1862 iemand in Middelburg een Open brief aan de burgemeester van Amsterdam laat drukken? Voorspelbaarder is de publicatie van de bekende ingenieur J.F.W. Conrad van Waterbouwkundige aantekeningen over de Zeeuwsche oeververdediging uit 1874.
De lokale historici H.M. Kesteloo en F. Nagtglas worden uitgegeven, maar ook R. Fruins De studie van het oud- vaderlandsch recht en de archieven in 1910.
In juli 1940 woedde er een grote brand in de boekwinkel, waarbij een uitgebreide tentoonstelling over J. Slauerhoff met veel en waardevol materiaal over zijn werk en leven verloren ging.
In 1945 verschijnt een werk over het ondergelopen Walcheren bij Van Benthem Jutting & Smits.
In 1951 werd aan vrienden en relaties een boekje over Honderd Vijftig Jaar Van Benthem & Jutting door Ina van der Beugel en anderen aangeboden.
Lokale onderwerpen werden met regelmaat tot 1970 uitgebracht. De laatste vermelding bij de Koninklijke Bibliotheek is in samenwerking met de Zeeuwse Bibliotheek in 1988 Leescultuur in Middelburg aan het begin van de 19e eeuw door J.J. Kloek.